# Seznam pravoslavných metropolitů českých zemí a Slovenska

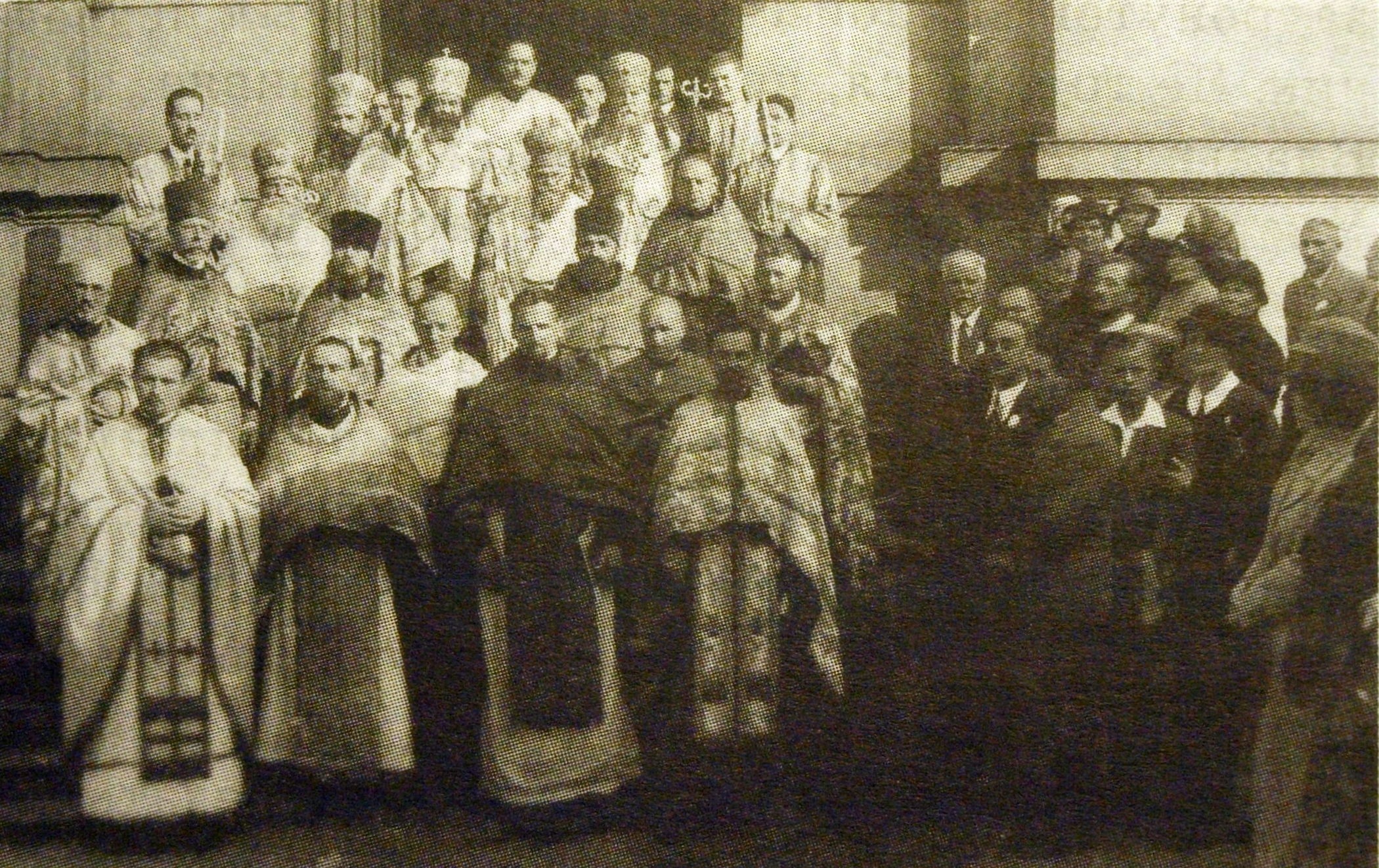
Svěcení nového pravoslavného chrámu svatých Cyrila a Metoděje v Resslově ulici, na fotografii jsou kromě biskupa Sergije a jeho pomocníka Isaakije zachyceni také biskup Gorazd.

Metropolita českých zemí a Slovenska (slovensky: metropolita českých krajin a Slovenska, ukrajinsky: Архієпископ празький, митрополит Православної церкви чеських земель та Словаччини) je oficiální titul představeného pravoslavné církve v českých zemích a na Slovensku, jedné z nejmladších autokefálních církví.

## Představení Pravoslavné církve

### Primasové (do vyhlášení autokefality roku 1951)
- (1921–1942) Gorazd (Pavlík) – biskup český a moravskoslezský, svatořečený mučedník (v jur. Srbské pravoslavné církve)
- (1931–1946) Sergij (Koroljov) – biskup pražský (v jur. Konstantinopolského patriarchátu (do r. 1939), Ruské pravoslavné církve v zahraničí (do r. 1945), Ruské pravoslavné církve (do r. 1946))
- (1926–1959) Savvatij (Vrabec) – arcibiskup pražský a celého Československa (v jur. Konstantinopolského patriarchátu)

### Metropolité
- (1951–1955) Jelevferij (Voroncov) – metropolita pražský a českých zemí
- (1956–1964) Ján (Kuchtin) – metropolita českých zemí a Slovenska, arcibiskup pražský
- (1964–1999) Metropolita Dorotej – metropolita českých zemí a Slovenska, arcibiskup pražský
- (2000–2006) Mikuláš (Kocvár) – metropolita českých zemí a Slovenska, arcibiskup prešovský
- (2006–2013) Kryštof (Pulec) – metropolita českých zemí a Slovenska, arcibiskup pražský
- (2013) Simeon (Jakovlevič) – locum tenens
- (2013–2014) Rastislav (Gont) – locum tenens
- (od 2014) Rastislav (Gont) – metropolita českých zemí a Slovenska, arcibiskup prešovský